# Savisaari (ö i Finland, Kajanaland, Kehys-Kainuu, lat 64,04, long 29,85)
Savisaari är en ö i Finland. Den ligger i sjön Lammasjärvi och i kommunen Kuhmo i den ekonomiska regionen  Kehys-Kainuu  och landskapet Kajanaland, i den centrala delen av landet, 500 km nordost om huvudstaden Helsingfors. Öns area är 1,3 hektar och dess största längd är 180 meter i sydväst-nordöstlig riktning.